# Berton Churchill
Pour les articles homonymes, voir Churchill.

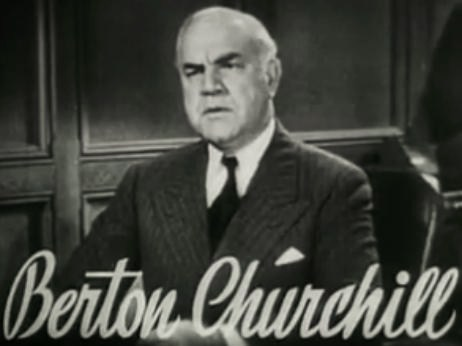
Berton Churchill dans Une femme à bord (1935)

Alexander Churchill, connu sous le nom de scène Berton Churchill — parfois crédité Burton Churchill — (né le 9 décembre 1876 à Toronto, dans l'Ontario et mort le 10 octobre 1940 à New York) est un acteur canadien de théâtre et de  de cinéma.

## Biographie
Installé aux États-Unis, Berton Churchill est d'abord acteur de théâtre. Ainsi, il débute en 1909 à Broadway (New York), où il joue dans vingt-deux pièces jusqu'en 1931.
Au cinéma, hormis trois films muets respectivement sortis en 1919, 1923 et 1924, il est surtout actif à partir de 1929 et contribue à cent-vingt-huit films parlants (majoritairement américains, plus un britannique en 1939), les huit derniers sortis en 1940, année de sa mort.
Il apparaît notamment dans cinq films de John Ford, dont la comédie Doctor Bull (1933, avec Will Rogers dans le rôle-titre) et le western — il en tourne plusieurs durant sa carrière — La Chevauchée fantastique (1939, avec John Wayne et Claire Trevor) qui lui offre un de ses rôles les plus connus, celui du banquier véreux Henry Gatewood.
Parmi ses autres films notables, mentionnons Ombres vers le sud de Michael Curtiz (1932, avec Richard Barthelmess et Dorothy Jordan) et La Vie privée du tribun de John M. Stahl (1937, avec Clark Gable et Myrna Loy).

### Vie privée
Berton Churchill a épousé Harriet E. Gardner le 13 août 1907. Le mariage eut lieu au Rhode Island.

## Théâtre (à Broadway)
- 1909 : The Barber of New Orleans d'Edward Childs Carpenter, avec Lionel Belmore, William Faversham
- 1909 : Hérode (Herod) de Stephen Phillips, avec Lionel Belmore, William Faversham
- 1912 : The Trail of the Lonesome Pine d'Eugene Walter, avec William S. Hart, Willard Robertson
- 1912 : Jules César (Julius Caesar) de William Shakespeare, avec Lionel Belmore, William Faversham, Tyrone Power Sr.
- 1914 : The Money Makers de Charles Klein, avec Walter Kingsford
- 1916 : The Cinderella Man d'Edward Childs Carpenter, avec Charles Lane
- 1917 : The Lassoo de Victor Mapes
- 1917-1918 : The Pipes of Pan d'Edward Childs Carpenter, avec Henry Travers
- 1918 : The Long Dash de Robert Mears Mackay et Victor Mapes, avec Violet Kemble-Cooper
- 1919-1920 : Adam et Ève (Adam and Eva) de Guy Bolton et George Middleton, avec Ferdinand Gottschalk, Otto Kruger
- 1921-1922 : Six-Cylinder Love de William Anthony McGuire, avec Donald Meek, Ernest Truex (rôle repris dans l'adaptation au cinéma de 1923, sous le même titre original : voir filmographie ci-dessous)
- 1923 : In Love with Love de Vincent Lawrence, avec Lynn Fontanne, Henry Hull, Ralph Morgan
- 1923 : Connie goes Home d'Edward Childs Carpenter
- 1923 : Robert E. Lee de John Drinkwater, avec Alfred Lunt
- 1924 : Merry Wives of Gotham de Lawrence Eyre, avec Laura Hope Crews
- 1924 : Cheaper to marry de Samuel Shipman, avec Alan Dinehart, Florence Eldridge, Robert Warwick
- 1924-1925 : Carnaval (Farsang / Carnival) de Ferenc Molnár, adaptation de Melville Baker, mise en scène de Frank Reicher, avec Elsie Ferguson, Stanley Logan
- 1925-1926 : Alias the Deacon de John B. Hymer et Le Roy Clemens (rôle repris dans l'adaptation au cinéma de 1934, sous le titre original Half a Sinner : voir filmographie ci-dessous)
- 1927 : Revelry de Maurice Watkins
- 1928 : Carry On d'Owen Davis
- 1930 : The Ninth Guest de (et mise en scène par) Owen Davis, avec Alan Dinehart
- 1930-1931 : Five Star Final de Louis Weitzenkorn, avec Arthur Byron (adaptée au cinéma en 1931)

## Filmographie partielle
- 1923 : Vivons cachés (Six Cylinder Love) d'Elmer Clifton
- 1924 : L'Émeute (Tongues of Flame) de Joseph Henabery
- 1929 : Nothing but the Truth de Victor Schertzinger
- 1931 : Secrets of a Secretary de George Abbott
- 1932 : This Reckless Age de Frank Tuttle
- 1932 : Cheaters at Play d'Hamilton MacFadden
- 1932 : The Rich Are Always with Us de Alfred E. Green
- 1932 : The Dark Horse d'Alfred E. Green
- 1932 : Week Ends Only d'Alan Crosland
- 1932 : Fast Companions de Kurt Neumann
- 1932 : The Washington Masquerade de Charles Brabin
- 1932 : La Ruée (American Madness) de Frank Capra
- 1932 : Okay, America!, de Tay Garnett
- 1932 : The Crooked Circle (en) d'H. Bruce Humberstone
- 1932 : Ombres vers le sud (The Cabin in the Cotton) de Michael Curtiz
- 1932 : Je suis un évadé (I am a Fugitive from a Chain Gang) de Mervyn LeRoy
- 1932 : Deux Secondes (Two Seconds) de Mervyn LeRoy
- 1932 : Si j'avais un million (If I had a Million) de James Cruze & al.
- 1932 : Frisco Jenny de William A. Wellman
- 1933 : Les femmes ont besoin d'amour (Ladies Must Love) d'Ewald André Dupont
- 1933 : Héros à vendre (Heroes for Sale) de William A. Wellman
- 1933 : Laughter in Hell d'Edward L. Cahn
- 1933 : So This Is Africa d'Edward F. Cline
- 1933 : Doctor Bull de John Ford
- 1933 : Elmer, the Great de Mervyn LeRoy
- 1933 : From Hell to Heaven d'Erle C. Kenton
- 1933 : Her First Mate de William Wyler
- 1933 : The Big Brain de George Archainbaud
- 1933 : The Avenger d'Edwin L. Marin
- 1933 : Master of Men de Lambert Hillyer
- 1934 : Les Hommes en blanc (Men in White) de Richard Boleslawski
- 1934 : Frontier Marshal de Lewis Seiler
- 1934 : Une nuit seulement (Only Yesterday) de John M. Stahl
- 1934 : Half a Sinner (en) de Kurt Neumann
- 1934 : Let's be Ritzy d'Edward Ludwig
- 1934 : Judge Priest de John Ford
- 1934 : Strictly Dynamite d'Elliott Nugent
- 1934 : Le Mystère du rapide (Murder in the Private Car) d'Harry Beaumont
- 1934 : Bachelor Bait de George Stevens
- 1934 : Dames (titre original) de Ray Enright et Busby Berkeley
- 1934 : Babbitt de William Keighley
- 1934 : Bachelor of Arts de Louis King
- 1934 : Menaces (Menace) de Ralph Murphy
- 1934 : Kid Millions de Roy Del Ruth
- 1935 : Le Démon de la politique (The County Chairman) de John G. Blystone
- 1935 : Helldorado de James Cruze
- 1935 : Reine de beauté (Page Miss Glory) de Mervyn LeRoy
- 1935 : Je vis pour aimer (I live for Love) de Busby Berkeley
- 1935 : Coronado de Norman Z. McLeod
- 1935 : Steamboat Round the Bend de John Ford
- 1935 : Une femme à bord (Vagabond Lady) de Sam Taylor
- 1936 : The Dark Hour de Charles Lamont
- 1936 : Fossettes (Dimples) de William A. Seiter
- 1936 : La Folle Héritière (Under Your Spell) de Otto Preminger
- 1937 : La Vie privée du tribun (Parnell) de John M. Stahl
- 1937 : Voici l'escadre (The Singing Marine) de Ray Enright
- 1937 : La Petite Roublarde (Wild and Woolly) de Alfred L. Werker
- 1937 : L'Incendie de Chicago (In Old Chicago) de Henry King
- 1938 : Drôle d'équipe (Wide Open Faces) de Kurt Neumann
- 1938 : Amants (Sweethearts) de W.S. Van Dyke
- 1938 : Madame et son cowboy (The Cowboy and the Lady) d'H. C. Potter
- 1938 : Quatre Hommes et une prière (Four Men and a Prayer) de John Ford
- 1938 : Les Pirates du micro (Kentucky Moonshine) de David Butler
- 1939 : Sur les pointes (On Your Toes) de Ray Enright
- 1939 : So this is London (en) de Thornton Freeland (film britannique)
- 1939 : La Chevauchée fantastique (Stagecoach) de John Ford
- 1939 : Filles courageuses (Daughters Courageous) de Michael Curtiz
- 1940 : Brother Rat and a Baby de Ray Enright
- 1940 : Twenty Mule Team de Richard Thorpe
- 1940 : Changeons de sexe (Turnabout) de Hal Roach
- 1940 : Saturday's Children de Vincent Sherman
- 1940 : I'm Nobody's Sweetheart Now d'Arthur Lubin